# Smbat II
Smbat II, il Conquistatore (... – 989), è stato un sovrano armeno del Regno di Armenia.

## Biografia
Smbat II ebbe la sua capitale in Ani. Fortificò la città e intraprese la costruzione della Cattedrale. Smbat II succedette a suo padre Ashot III e ne continuò l'opera. Ordinò la costruzione delle mura attorno alla città di Ani, munite di torri e fortificazioni.
Durante il suo regno, l'Armenia attraversò un periodo di relativa pace e tranquillità, che fu disturbata solamente in occasione del conflitto tra Smbat II e suo zio Moushegh in Kars e del contenzioso che nacque tra il re e la Chiesa armena quando il re sposò sua nipote, matrimonio cui la Chiesa si oppose alquanto tenacemente.
Il re Smbat II morì nel 989, mentre il celebre architetto armeno Trdat, per ordine del re, aveva iniziato a gettare le fondamenta della Cattedrale. Questo edificio è tuttora esistente, con il suo stile unico e le semplici decorazioni, ed è ammirato come uno dei capolavori dell'architettura armena.
Smbat II fu sepolto in Ani e, non avendo avuto alcun erede maschio, gli succedette suo fratello Gagik I.